# Bulunsky (huyện)
Huyện Bulunsky (tiếng Nga: ? райо́н) là một huyện hành chính tự quản (raion), của Cộng hòa Sakha, Nga. Huyện có diện tích 181858 km². Trung tâm của huyện đóng ở Tyksy.